# Apiomorpha maliformis
Apiomorpha maliformis är en insektsart som beskrevs av Fuller 1897. Apiomorpha maliformis ingår i släktet Apiomorpha och familjen filtsköldlöss. Inga underarter finns listade i Catalogue of Life.